# پیر واحد
پیر واحد (به ترکی آذربایجانی: Pirvahid) یک منطقه مسکونی در جمهوری آذربایجان است که در شهرستان قوبا واقع شده است. پیر واحد ۱۲۹۳ نفر جمعیت دارد.